# Eforato (Repubblica Napoletana)
L'eforato è stato un organo costituzionale previsto dalla bozza di Costituzione della Repubblica Napoletana presentata nell'aprile 1799. Non entrò mai in funzione a causa della repentina caduta della Repubblica, dovuta alla ritirata dell'esercito francese nel giugno 1799 ed al ritorno sul trono napoletano dei Borbone.
L'eforato era un organo collegiale chiamato a vigilare sull'applicazione della Costituzione, con potere di monito sugli organi dello Stato, di proposta di eventuali modifiche e di abrogazione delle leggi ritenute incostituzionali. Dunque esercitava funzioni pressoché identiche a quelle dell'attuale Corte costituzionale, il cui modello sarebbe stato perfezionato solo dalla Costituzione austriaca del 1920.
L'elaborazione dell'istituto, insieme a quella di molte altre originalità presenti nella Costituzione partenopea mai attuata, si deve al giurista lucano Mario Pagano.